# Chris Wright (ur. 1988)
Chris Wright (ur. 30 września 1988 w Trotwood) – amerykański koszykarz, występujący na pozycjach niskiego lub silnego skrzydłowego, obecnie zawodnik Oklahoma City Blue.
11 października 2017 został zawodnikiem Oklahomy City Thunder. 14 października został zwolniony.

## Osiągnięcia
Stan na 22 sierpnia 2019, na podstawie, o ile nie zaznaczono inaczej.
NCAA
- Mistrz turnieju NIT (2010)
- Zaliczony do:
  - I składu:
    - Atlantic 10 (2010)
    - turnieju Atlantic 10 (2011)
    - debiutantów Atlantic 10 (2008)

  - II składu Atlantic 10 (2009)
  - III składu Atlantic 10 (2011)

Drużynowe
- Mistrz Izraela (2016)

Indywidualne
- Zaliczony do:
  - I składu defensywnego D-League (2013)
  - II składu:
    - D-League (2014)
    - defensywnego D-League (2014)

  - III składu D-League (2013)
- 2-krotny uczestnik meczu gwiazd D-League (2013–2014)